# 2000年シドニーオリンピックのキューバ選手団
2000年シドニーオリンピックのキューバ選手団（にせんねんシドニーオリンピックのキューバせんしゅだん）は、2000年9月15日から10月1日にかけてオーストラリアのニューサウスウェールズ州シドニーで開催された2000年シドニーオリンピックのキューバ選手団、およびその競技結果。

## 概要
今大会は金メダル11個、銀メダル11個、銅メダル7個の合計29個のメダルを獲得した。

## メダル
| メダル | 選手名                                                                                          | 競技       | 種目                      |
| ------ | ----------------------------------------------------------------------------------------------- | ---------- | ------------------------- |
| 金     | アニエル・ガルシア                                                                              | 陸上       | 男子110mハードル          |
| 金     | イバン・ペドロソ                                                                                | 陸上       | 男子走幅跳                |
| 金     | ギレルモ・リゴンドウ                                                                            | ボクシング | 男子バンタム級            |
| 金     | マリオ・キンデラン                                                                              | ボクシング | 男子ライト級              |
| 金     | ホルヘ・グティエレス                                                                            | ボクシング | 男子ミドル級              |
| 金     | フェリックス・サボン                                                                            | ボクシング | 男子ヘビー級              |
| 金     | フェリベルト・アスクイ                                                                          | レスリング | 男子グレコローマン69kg級  |
| 金     | レグナ・ベルデシア                                                                              | 柔道       | 女子52kg以下級            |
| 金     | シベリス・ベラネス                                                                              | 柔道       | 女子70kg以下級            |
| 銀     | ヨエル・ガルシア                                                                                | 陸上       | 男子三段跳                |
| 銀     | ハビエル・ソトマヨル                                                                            | 陸上       | 男子走高跳                |
| 銀     | ヨエル・ロメロ                                                                                  | レスリング | 男子フリースタイル85kg級  |
| 銀     | ラサロ・リバス                                                                                  | レスリング | 男子グレコローマン54kg級  |
| 銀     | ファン・ルイス・マレン                                                                          | レスリング | 男子グレコローマン63kg級  |
| 銀     | ドリュリス・ゴンサレス                                                                          | 柔道       | 女子57kg以下級            |
| 銀     | ダイマ・ベルトラン                                                                              | 柔道       | 女子78kg超級              |
| 銅     | ホセ・アンヘル・セサール ルイス・アルベルト・ペレス＝リオンダ イバン・ガルシア フレディ・マヨラ | 陸上       | 男子4×100mリレー          |
| 銅     | オスレイディス・メネンデス                                                                      | 陸上       | 女子やり投                |
| 銅     | マイクロ・ロメロ                                                                                | ボクシング | 男子ライトフライ級        |
| 銅     | ディオゲネス・ルナ                                                                              | ボクシング | 男子ライトウェルター級    |
| 銅     | アレクシス・ロドリゲス                                                                          | レスリング | 男子フリースタイル130kg級 |
| 銅     | マノロ・プロ                                                                                    | 柔道       | 男子60kg以下級            |